# Les Deux Cultures

Les Deux Cultures (en anglais, The Two Cultures) constitue la première partie d'une conférence prononcée en 1959 par le scientifique C. P. Snow dans le cadre des conférences Rede (Rede Lectures),. Le Britannique avance que « la vie intellectuelle de l'ensemble de la société occidentale » (the intellectual life of the whole of western society) se divise essentiellement en deux cultures : des sciences et des humanities. Cette division serait un obstacle majeur à la recherche de solutions pour notre monde.

## Conférence
Le discours est prononcé le 7 mai 1959 au Senate House à Cambridge ; il sera publié dans l'ouvrage The Two Cultures and the Scientific Revolution. Le discours et l'ouvrage s'inspirent d'un article de Snow publié dans le magazine New Statesman le 6 octobre 1956 (également intitulé The Two Cultures). Dès que le livre est publié, la position de Snow est lue et critiquée des deux côtés de l'Atlantique, ce qui l'amène à rédiger une suite parue en 1963 : The Two Cultures: And a Second Look: An Expanded Version of The Two Cultures and the Scientific Revolution.
L'opinion de Snow peut se résumer par une citation tirée du livre et régulièrement reprise :

« Lors de réunions, j'ai régulièrement été présenté à des personnes qui, selon les normes traditionnelles, sont considérées comme très éduquées ; elles ont souvent exprimé, avec grande vivacité, leur étonnement du manque de culture des scientifiques. Quelquefois, on m'a interpellé et j'ai répliqué en demandant aux invités combien parmi eux pouvaient expliquer le deuxième principe de la thermodynamique. On m'a répondu froidement, car personne ne connaissait la réponse. Pourtant, je n'ai demandé que l'équivalent scientifique de : Avez-vous déjà lu une œuvre de Shakespeare ? Présentement, je pense que si j'avais posé une question plus simple — disons, qu'est-ce que la masse ou l'accélération ?, l'équivalent scientifique de Savez-vous lire ? — moins d'une personne sur dix parmi les gens très éduqués aurait compris que je parlais la même langue. Le grand édifice de la physique moderne est donc ignoré, et la majorité des gens les plus intelligents de l'Occident sont pareils à leurs ancêtres du néolithique à cause de leur connaissance sommaire. »

En 2008, The Times Literary Supplement inclut The Two Cultures and the Scientific Revolution sur sa liste des 100 livres qui ont le plus influencé le discours public de l'Occident depuis la Seconde Guerre mondiale.
Le discours de Snow condamne le système éducatif au Royaume-Uni qui, depuis l'ère victorienne, récompense exagérément les humanities (surtout le latin et le grec) au détriment de l'éducation scientifique et du génie, même si la victoire des Alliés pendant la Seconde Guerre mondiale leur est largement due. Dans les faits, les élites britanniques (en politique, dans l'administration et l'industrie) ont été privées d'une formation utile dans un monde dominé par la science moderne. Au contraire, les écoles américaines et allemandes ont cherché à former leurs citoyens tant dans les sciences que dans les humanities. Une meilleure maîtrise scientifique a permis aux meneurs de ces pays d'être plus compétitifs à l'ère scientifique. Les analyses ultérieures de sa position ont en partie omis les différences notées par Snow entre les approches  britanniques (pour les écoles et les classes sociales) et les pays compétiteurs.

## Influence
Le critique littéraire F. R. Leavis a qualifié Snow d'« homme de relations publiques » pour l'establishment des sciences dans l'article Two Cultures?: The Significance of C. P. Snow, publié dans The Spectator.  Plusieurs lecteurs se sont plaints de la position de Leavis.
Snow, dans son livre de 1963, a emprunté une position plus optimiste sur une possibilité de médiation des deux cultures.  En 1995, John Brockman a repris cette thèse dans son ouvrage The Third Culture : Beyond the Scientific Revolution. Dans la préface d'une réédition de l'ouvrage The Two Cultures publié en 1993, Stefan Collini avance que le temps a réduit la largeur du fossé culturel que Snow a observé, sans toutefois l'éliminer.
Stephen Jay Gould avance, dans son ouvrage The Hedgehog, the Fox, and the Magister's Pox, que le concept de deux cultures de Snow, selon une perspective dialectique, est à la fois hors propos, destructeur et restrictif.
Simon Critchley, dans  Continental Philosophy: A Very Short Introduction, écrit :
« [Snow] a diagnostiqué la perte d'une culture partagée et l'apparition de deux cultures distinctes : celle des scientifiques d'une part et celle qu'il a appelé "intellectuels littéraires" d'autre part. Si les premiers sont en faveur de réformes sociales et de progrès grâce à la science, la technologie et l'industrie, alors les intellectuels sont ce que Snow appelle les "luddites naturels" à cause de leur compréhension et de leur sympathie envers les sociétés industrielles modernes. Dans le jargon de Mill, ils sont partagés entre les benthamites et les coleridgiens. »
Critchley avance que Snow reprend une discussion s'étant déroulée vers le milieu du XIXe siècle. Toujours selon lui, les critiques de Leavis constituent une attaque ad hominem envers Snow. Il affirme aussi que Snow participe à un débat courant dans l'histoire de l'Angleterre .
Dans le discours d'ouverture de la Conférence de Munich sur la sécurité en janvier 2014, le président estonien Toomas Hendrik Ilves a affirmé que les problèmes actuels de sécurité et de liberté sont la culmination d'une absence de dialogue entre « les deux cultures » : « Aujourd'hui, privés de la compréhension à la fois des enjeux et des écrits soutenant la démocratie libérale, les geeks informatiques conçoivent de meilleurs outils pour observer les gens... parce qu'ils le peuvent et que c'est cool. Les humanistes, eux, ne comprennent par la technologie sous-jacente et croient, par exemple, que la connaissance des méta-donnés suffit au gouvernement pour lire leurs courriels. ».
L'essayiste William Marx critique la conférence, y voyant un alignement de poncifs et pointe les autres déclarations de Snow, dans une période proche, où il est nettement plus hostile envers les sciences humaines ; Snow affirme que la science est « supérieure » car dans le réel, démontre une marque de virilité et indique que bon nombre d'auteurs de lettres ont théorisé les mouvements belliqueux et fascistes du XXe siècle.